# باولو بيريرا (لاعب كرة قدم برازيلي)
باولو بيريرا (27 أغسطس 1965 بكامبيناس في البرازيل - ) هو لاعب كرة قدم برازيلي في مركز الدفاع. لعب مع فيتوريا دي غيماريش ونادي بنفيكا ونادي بورتو ونادي جنوى ونادي ريجيانا 1919 ونادي ريجينا ونادي مونتيري ونادي ساو بينتو الرياضي.

## وصلات خارجية
- هذه المقالة غير مرتبط بويكي بيانات